# Knorrendorf
Knorrendorf ist eine Gemeinde im Landkreis Mecklenburgische Seenplatte. Sie liegt nordwestlich von Neubrandenburg und gehört dem Amt Stavenhagen an, das seinen Verwaltungssitz in der Reuterstadt Stavenhagen hat.

## Geografie und Verkehr
Knorrendorf liegt etwa 14 Kilometer südöstlich von Stavenhagen und 16 Kilometer nordwestlich von Neubrandenburg. Die Bundesstraße 104 und die Bahnstrecke Bützow–Szczecin durchqueren die Gemeinde. Im Nordosten liegt der Kastorfer See und südlich davon der Gädebehner See.
Die Ortsteile der Gemeinde sind Gädebehn, Friedrichsruh, Kleeth, Kleeth-Siedlung, Kastorf und Knorrendorf.

## Geschichte
Knorrendorf ist ein ehemaliges Gutsdorf, dessen Grundstruktur kaum noch im heutigen Dorfgefüge ablesbar ist. Das ehemalige Gutshaus und ein Dorfteich sind erhalten. Das Gut befand sich von alters her bis 1932 im Besitz der Familie von Zülow. Zwischenzeitlich, um 1760, wurde aber die Familie von Oldenburg als Besitzer genannt. Die Zülows als Gutsherren standen zumeist in preußischen Militärdiensten, so der Leutnant Karl von Zülow (1781–1833) auf Knorrendorf und sein Nachfahre Wilhelm von Zülow-Knorrendorf (1811–1869) als Premier-Leutnant, der auch Rechtsritter des Johanniterordens wurde. Die Töchter der Familie von Zülow in Knorrendorf heirateten standesgemäß. So u. a. Eleonore von Zülow 1902 den späteren Militärschriftsteller, Oberst resp. Generalmajor Friedrich von Mantey, Sohn des Generals Eberhard von Mantey und Bruder des Admirals Eberhard von Mantey, oder ihre Schwester Eva von Zülow, 1905 den nachmaligen Oberstleutnant Leopold von Consbruch. Letzte Grundbesitzer vor Ort waren Hans Joachim von Zülow (1846–1908), dann sein Sohn Wilhelm von Zülow (1879–1919) mit seiner Ehefrau Armgard von Leers-Schönfeld. Den von Zülow`s Erben, vertreten durch die Vorerbin Armgard von Zülow, geb. von Leers, gehörten bis 1928 in Knorrendorf 316 ha. Anschließend wurde ein Konkursverfahren durchgeführt. Die ehemalige Gutsherrin Armgard von Zülow lebte dann als Witwe mit ihrem Sohn Joachim (1908–1970) in Berlin.
Die Ortsteile Friedrichsruh, Gädebehn, Kastorf und Kleeth waren ursprünglich Gutsdörfer. Friedrichsruh hatte als Gut 278 ha Umfang, Gädebehn 544 ha. Kastorf verfügt über einen symmetrisch angelegten Gutshof. Bereits um 1880 erwarb Henning Graf von Brockdorff-Kletkamp (1852–1919) Gut Kastorf. Danach folgte seine Ehefrau, die Gräfin, genannt Baronin, Anna von Brockdorff, geb. Bäßler (1853–1933) auf den 1.037 ha großen Besitz. Sie lebte zuletzt in Dresdner-Weißer Hirsch und übergab das Gut an den Sohn Graf Friedrich von Brockdorff (1880–1945). Das Schloss Kastorf und noch einige Wirtschaftsgebäude sind erhalten geblieben. Das Gut Neu-Kleeth, erstmals schon 1848 benannt, mit 78 ha bewirtschaftete erst Carl Mundthal, gleichzeitig Rittergutsbesitzer bei Wolgast. Ihm folgte in den 1930er Jahren kurz der junge Joachim Graf von Königsmarck-Plaue (* 1904). Gut Neu-Kleeth genannt, wurde in den 1930er Jahren aufgesiedelt. Die einstige große Domäne Kleeth des Freistaates Mecklenburg-Schwerin besaß 5.304 ha, war verpachtet an Ernst Bade, dessen Gesamtfamilie mehrere staatliche Güter in der Region des Amtes Malchin bewirtschaftete.
Am 1. Januar 1951 entstand die Gemeinde Knorrendorf durch den Zusammenschluss der Vorläufergemeinden Kastorf und Kleeth mit Neu-Kleeth.

## Politik

### Gemeindevertretung und Bürgermeister
Der Gemeinderat besteht (inkl. Bürgermeister) aus acht Mitgliedern. Die Wahl zum Gemeinderat am 26. Mai 2019 hatte folgende Ergebnisse:
| Partei/Bewerber                | Prozent | Sitze |
| ------------------------------ | ------- | ----- |
| Wählergemeinschaft Knorrendorf | 60,75   | 5     |
| Einzelbewerber Hartwich        | 13,16   | 1     |
| Einzelbewerber Schlobinsky     | 9,43    | 1     |
| Einzelbewerberin Dust          | 8,22    | 1     |

Bürgermeister der Gemeinde ist Sebastian Henke, er wurde mit 63,02 % der Stimmen gewählt.

### Wappen, Flagge, Dienstsiegel
Die Gemeinde verfügt über kein amtlich genehmigtes Hoheitszeichen, weder Wappen noch Flagge. Als Dienstsiegel wird das kleine Landessiegel mit dem Wappenbild des Landesteils Mecklenburg geführt. Es zeigt einen hersehenden Stierkopf mit abgerissenem Halsfell und Krone und der Umschrift „GEMEINDE KNORRENDORF • LANDKREIS MECKLENBURGISCHE SEENPLATTE“.

## Sehenswürdigkeiten
- Gutshaus (Schloss) Kastorf vom Anfang des 18. Jahrhunderts und neogotischem Umbau im 19. Jh.; dreigeschossiger, neunachsiger Putzbau mit Mittelrisalit und Treppengiebel
- Gutspark Kastorf mit dendrologischen Besonderheiten
- Evangelische Dorfkirche Kastorf als Backsteinbau[22] von 1788 mit Friedhof
- Gutshaus Gädebehn von um 1850 als zweigeschossiger, 13-achsiger sanierter Putzbau mit Mittelrisalit, heute Gaststätte
- Gutshaus Kleeth, verklinkertes, saniertes Bauwerk mit Mansarddach, vermutlich von um 1860, um 1955 Abriss eines Flügels der früher T-förmigen Anlage
- jungslawischer Burgwall Gädebehn – Erdwälle sind nicht mehr sichtbar

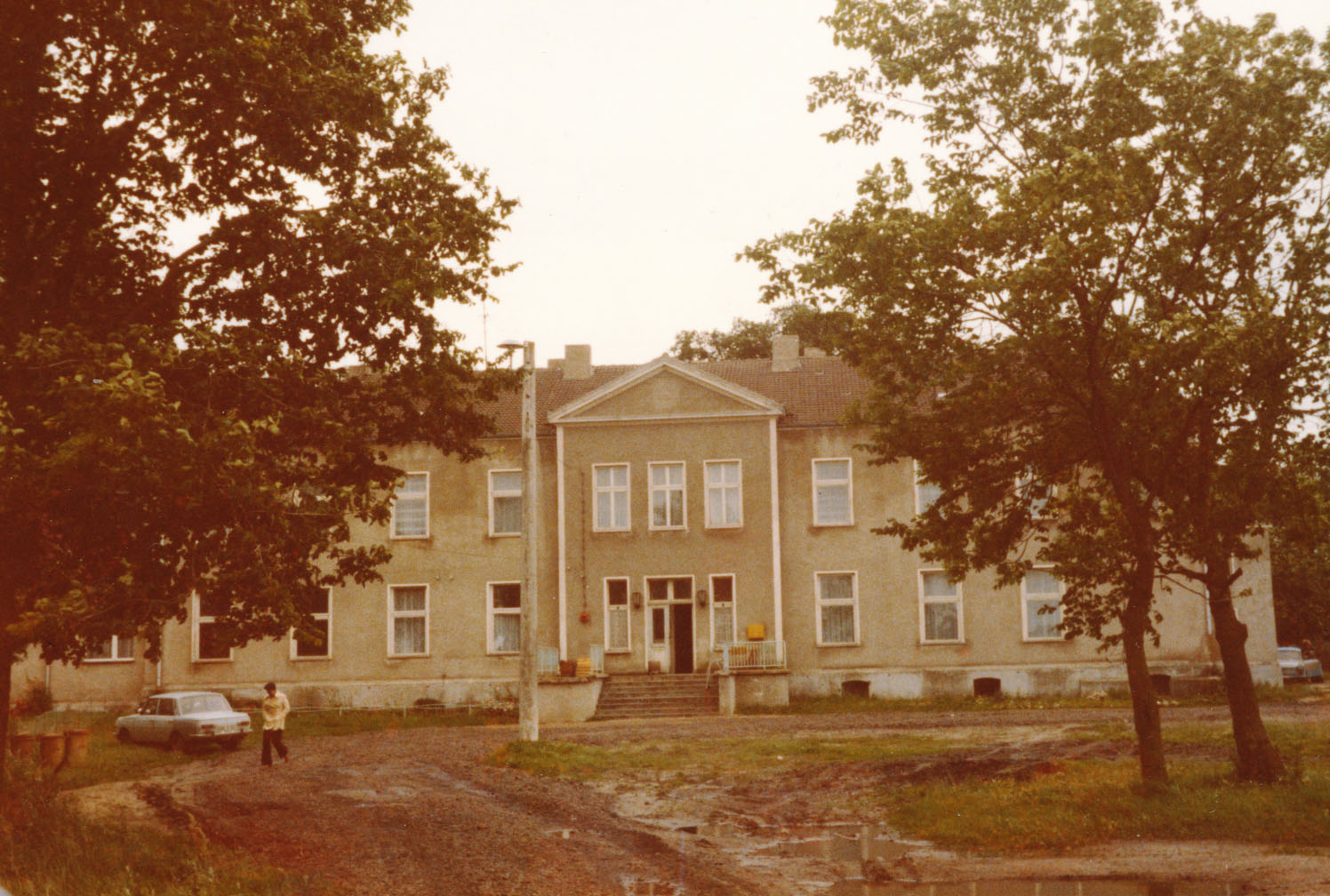
Gutshaus Knorrendorf
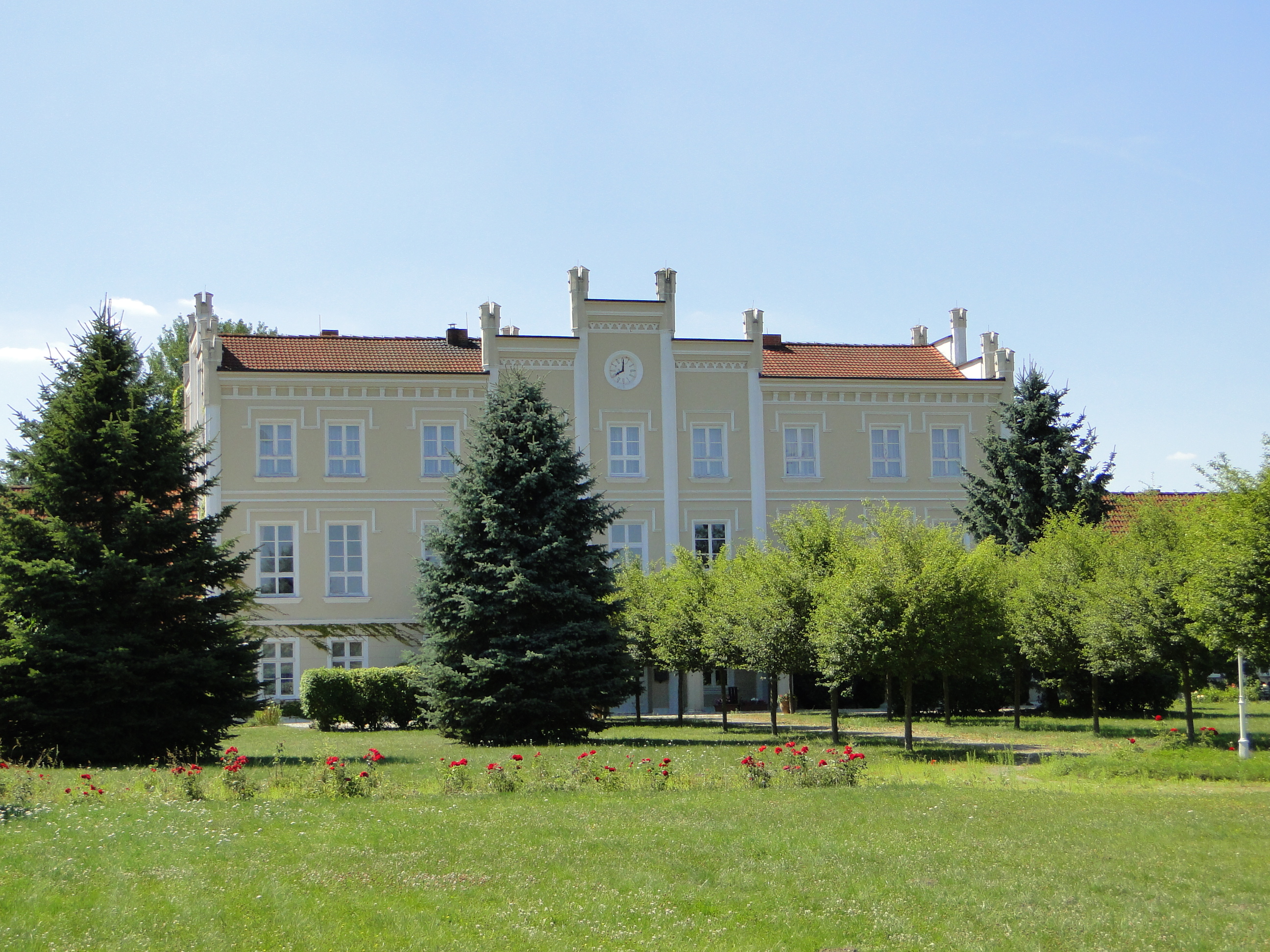
Gutshaus Kastorf
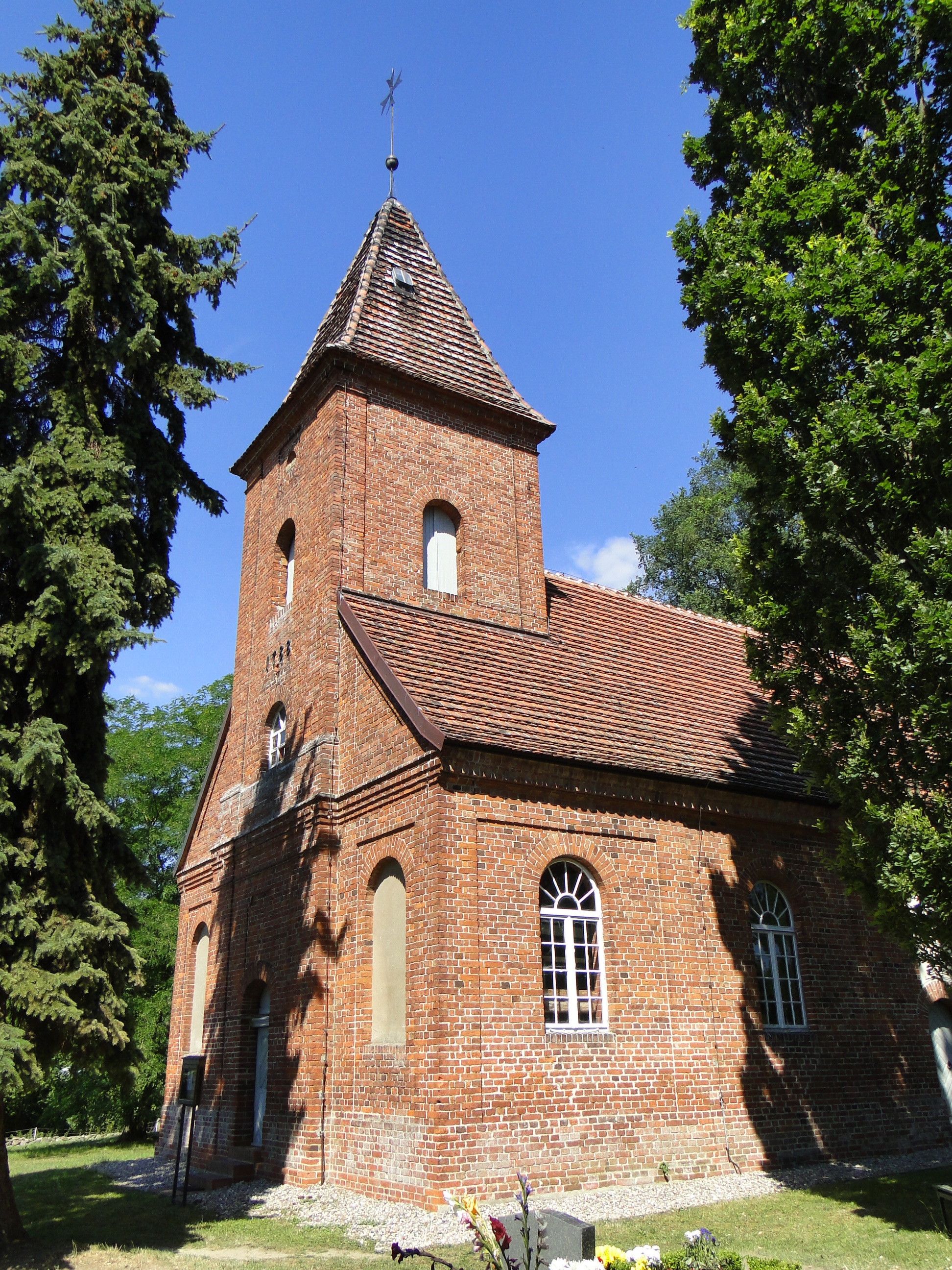
Dorfkirche Kastorf
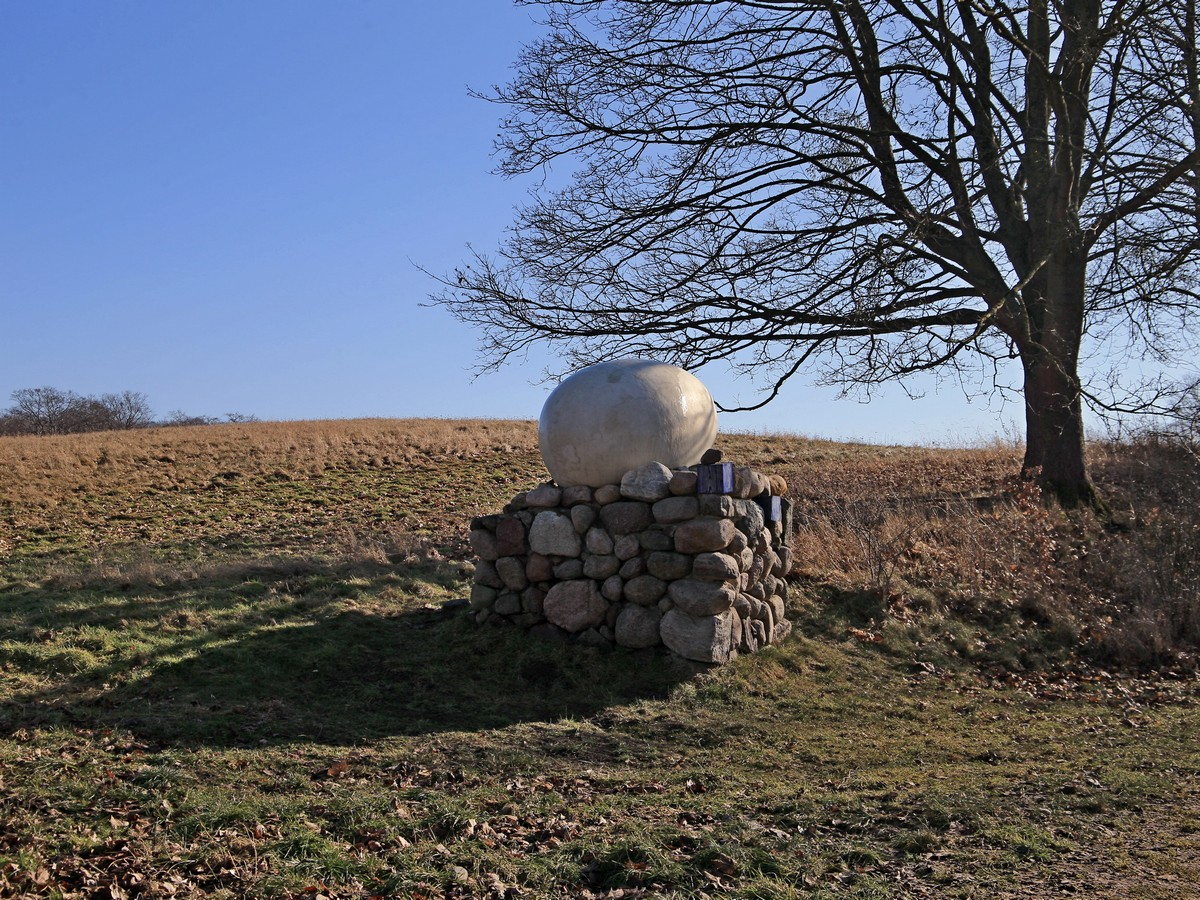
Steinei

## Persönlichkeiten
- Conrad Lüder von Pentz (1728–1782) in Gädebehn geborener Offizier und Genealoge
- Bernhard Vollrad von Oldenburg (1744–1805), königlich-preußischer Offizier, Generalmajor